# Anna (revista)
Anna é uma revista de moda feminina publicana semanalmente, com sede em Milão, Itália. A revista foi fundada em 1984, sucedendo a revista mensal Annabella, uma famosa publicação fechada na década de 1970. O editor é RCS Periodici, parte da RCS MediaGroup. A revista tem muitas publicações irmãs, incluindo outra revista para mulheres, a Amica.